# Mariya Manolova
Mariya Momcheva Manolova –en búlgaro, Мария Момчева Манолова– (Chepelare, 6 de septiembre de 1963) es una deportista búlgara que compitió en biatlón. Ganó tres medallas en el Campeonato Mundial de Biatlón entre los años 1989 y 1991.

## Palmarés internacional
| Campeonato Mundial | Campeonato Mundial  | Campeonato Mundial | Campeonato Mundial |
| Año                | Lugar               | Medalla            | Prueba             |
| ------------------ | ------------------- | ------------------ | ------------------ |
| 1989               | Feistritz (Austria) | Medalla de plata   | Relevos            |
| 1990               | Oslo (Noruega)      | Medalla de bronce  | Equipo             |
| 1991               | Lahti (Finlandia)   | Medalla de plata   | Equipo             |